# Kangersuatsiaq
Kangersuatsiaq ("Det temmelig store forbjerg", dansk navn: Prøven) er en bygd i Avannaata Kommune i Vestgrønland, beliggende ca. 50 km sydøst for Upernavik i den tidligere Upernavik Kommune. Kangersuatsiaq har ca. 173 indbyggere (2014).
Bygden er flere gange blevet kåret til Grønlands bedst fungerende by på grund af sine velholdte huse, fungerende butikker, lavt alkoholforbrug, m.m. Erhvervslivet består først og fremmest af fangst og fiskeri.
Folkeskolen Juaap Atuarfia har plads til ca. 31 elever fra 1. til 9. klasse.
Bygdens helikopterlandingsplads Kangersuatsiaq Helistop består af et landingsområde af græs på 18 m × 27 m.